# Полисто
Полисто́ — озеро в Бежаницком районе Псковской области.
Площадь — 30,6 км² (четвёртая по Псковской области), максимальная глубина — 2,4 м, средняя — 1,6 м. В результате проведения торфодобычи и строительства сети мелиоративных каналов озеро за последние 50 лет сильно заилилось, глубина уменьшилась почти в 2 раза. По устаревшим данным соответственно 31,6 км², 5,3 м, 1,5 м. Площадь водосборного бассейна — 660 км².
Овальной формы. Из озера берёт начало река Полисть, впадают Цевла и Осьянка.
Дно озера выровненное, песчано-каменистое, местами заиленное. Берега низкие, заболоченные, береговая линия изрезана слабо. По гидрохимическим характеристикам озеро можно считать полигумозным мягководным водоёмом. Вода бедна железом и кальцием.
7 % биомассы озера составляют синезелёные водоросли.
Лещёво-судачье озеро. Единственное озеро в Псковской области, где обитает чехонь. Массовые виды рыб: лещ, плотва, судак, щука, окунь, сом, уклея, краснопёрка, густера, язь, синец, чехонь, ёрш, линь, золотой карась, налим, вьюн, щиповка, голавль, елец, голец, единично также широкопалый рак.
Памятник природы регионального значения с 29 января 1976 года по 10 декабря 2007 года, и с 23 июля 2009 года по настоящее время. Граничит с территорией Полистовского заповедника.
На берегу озера Полисто находятся деревни Шипово (нежилая, на запад), Веряжа и Полисто (нежилые, на юг от озера), Ручьи (на востоке) и Чилец (нежилая, на востоке).